# Edyta Paczkowska
Edyta Monika Paczkowska (ur. 6 maja 1970 w Słubicach) – polska profesor nauk medycznych, lekarka, specjalistka w dziedzinie hematologii, transplantologii i chorób wewnętrznych, nauczycielka akademicka

## Życiorys
Studiowała na Wydziale Lekarskim Pomorskiej Akademii Medycznej w Szczecinie, otrzymując w 1995 dyplom lekarza. W 1996 rozpoczęła pracę jako asystentka w Zakładzie Patologii Ogólnej Katedry Fizjopatologii, Hematologii i Transplantologii macierzystej uczelni. W 2004 uzyskała specjalizację w dziedzinie chorób wewnętrznych, w 2016 – hematologii, a w 2021 – transplantologii klinicznej. Od 2016 jest związana z Kliniką Hematologii z Oddziałem Transplantacji Szpiku Uniwersyteckiego Szpitala Klinicznego im. Prof. Tadeusza Sokołowskiego Nr 1 PUM w Szczecinie. Od 2024 pełni funkcję kierownika Zakładu Patologii Ogólnej na Wydziale Medycyny PUM w Szczecinie.

## Praca naukowa
Tematyka badawcza profesor Edyty Paczkowskiej obejmuje właściwości krwiotwórcze komórek macierzystych, ich zastosowania w transplantacji, jak również możliwości wykorzystania właściwości parakrynnych tych komórek w terapii adjuwantowej, patogenezę chorób hematoonkologicznych oraz neuropatii związanej ze szpiczakiem plazmocytowym. W 2000 po obronie pracy doktorskiej Mrożenie komórek krwi pępowinowej w mechanicznej zamrażarce (-80°C) otrzymała stopień naukowy doktora nauk medycznych. W 2017 została doktorem habilitowanym nauk medycznych w zakresie medycyny na podstawie dorobku naukowego oraz monografii Potencjał ludzkich komórek macierzystych i progenitorowych pochodzących z krwi pępowinowej oraz szpiku kostnego w protekcji i regeneracji tkanki nerwowej – perspektywy wykorzystania w leczeniu schorzeń układu nerwowego. W 2023 otrzymała tytuł profesora nauk medycznych i nauk o zdrowiu. 
Profesor Paczkowska kierowała dwoma projektami naukowo-badawczymi finansowanymi przez Ministerstwo Nauki i Szkolnictwa Wyższego, była koordynatorką merytoryczną projektu finansowanego przez Agencję Badań Medycznych oraz uczestniczyła w realizacji kilkunastu innych projektów naukowych.
Profesor Edyta Paczkowska jest autorką lub współautorką ponad 90 publikacji naukowych, których łączny współczynnik oddziaływania (IF) przekracza 250, a indeks H wynosi 18.

## Wybrane publikacje
- Skuteczne zastosowanie nilotynibu u pacjentki z przewlekłą białaczką szpikową po niepowodzeniu leczenia dwoma inhibitorami kinaz tyrozynowych z powodu nietolerancji i oporności. „Hematologia” 2018, 9, A4-A9[9]
- Molecular mechanisms of bortezomib action: novel evidence for the miRNAmRNA interaction involvement. „Int. J. Mol. Sci.” 2020, 21, 1, 350 (wsp. Karolina Łuczkowska, Dorota Rogińska, Zofia Ulańczyk, Christian Andreas Schmidt, Bogusław Machaliński)[10]
- Bortezomib induces methylation changes in neuroblastoma cells that appear to play a significant role in resistance development to this compound. Sci. Rep. 2021, 11, 9846 (wsp. Karolina Łuczkowska, Katarzyna Ewa Sokołowska, Olga Taryma-Lesniak, Krzysztof Pastuszak, Anna Supernat, Jonas Bybjerg-Grauholm, Lise Lotte Hansen, Tomasz K. Wojdacz, Bogusław Machaliński)[11]
- Bosutynib – kolejny inhibitor kinazy tyrozynowej BCR-ABL1 w leczeniu przewlekłej białaczki szpikowej. „Świat Med. Farm.” 2022, 1, 84, 89-91[12]

## Udział w organizacji nauki
Profesor Edyta Paczkowska w latach 2021-2024 pełniła funkcję dziekana Wydziału Medycyny i Stomatologii Pomorskiego Uniwersytetu Medycznego w Szczecinie, a wcześniej, w roku akademickim 2021/2021 była prodziekanem tego wydziału. Obecnie, w kadencji 2024-2027 pełni funkcję eksperta Polskiej Komisji Akredytacyjnej.

## Odznaczenia i wyróżnienia
- tytuł Specjalisty Roku (2016) nadany przez Ministra Zdrowia za egzamin specjalizacyjny z hematologii zdany z pierwszą lokatą[15]
- Srebrny Krzyż Zasługi (2021)[3]
- Medal Srebrny za Długoletnią Służbę (2022)[3]
- Medal „Za zasługi dla PUM” (2023)[6]
- Medal Towarzystwa Przyjaciół Dzieci (2023)[6]